# Vida
Vida este o arie protejată (arie specială de conservare — SAC, sit de importanță comunitară — SCI) din Suedia întinsă pe o suprafață de 59,7 ha, integral pe uscat.

## Localizare
Centrul sitului Vida este situat la coordonatele 60°05′35″N 17°18′00″E / 60.093°N 17.3001°E.

## Înființare
Situl Vida a fost declarat sit de importanță comunitară în aprilie 2004 pentru a proteja 1 specie de plante. Situl a fost protejat și ca arie specială de conservare în martie 2011.

## Biodiversitate
Situată în ecoregiunea boreală, aria protejată conține 5 habitate naturale: Taiga vestică, Mlaștini împădurite, Păduri fino-scandinave bogate în ierburi cu Picea abies, Păduri caducifoliate de mlaștină fino-scandinave, Mlaștini alcaline.
La baza desemnării sitului se află o specie protejată de  plante: Herzogiella turfacea.